# Marcel Pilet-Golaz
Marcel Pilet-Golaz (31 de dezembro de 1889 - 11 de abril de 1958) foi um político Presidente da Confederação suíça eleito para o Conselho Federal suíço em 12 de Fevereiro de 1920 e terminou o mandato a 30 de Abril de 1934.

## Vida
Pilet-Golaz era considerado um político pragmático que tentou negociar com o fascismo alemão e italiano. Ele, portanto, teve que enfrentar a reprovação de que simpatizava com o fascismo.
Como chefe das relações exteriores, ele precisava encontrar um equilíbrio entre as exigências alemãs, as objeções dos Aliados e a vontade da Suíça de permanecer independente. O caminho que ele escolheu, ou seja, construir um relacionamento relativamente bom com o Terceiro Reich, foi muito disputado, tanto durante quanto após a guerra. Em 25 de junho de 1940, Pilet-Golaz proferiu um discurso contendo numerosas referências ao advento de um regime autoritário na Suíça e a uma "nova ordem" na Europa. Em setembro, ele se reuniu com três representantes do Movimento Nacional da Suíça (Nationale Bewegung der Schweiz / Mouvement national suisse), o partido pró-nazista suíço (o MNS foi dissolvido pelo governo federal dois meses depois).
Em 1944, quando a Pilet-Golaz tentou estabelecer relações com a União Soviética, esta recusou com brutalidade. Então ele perdeu todo o apoio e teve que renunciar.